# Касумкент
Касумкент (лезгин. Кьасумхуьр) — передгірне село в Дагестані, адміністративний центр Сулейман-Стальського району і сільського поселення «Сільрада Касумкентська». Розташоване за 185 км на південь від  Махачкали.

## Населення
Населення — 13,2 тис. жителів (перепис 2010 року).

## Географія
Касумкент розташований на півдні Дагестану за 185 кілометрів від Махачкали, за 40 кілометрів від Дербента і за 25 кілометрів від Азербайджанського кордону.

## Культура
Раніше в селі було популярне свято черешні «КӀару». Його проведення приурочувалось до початку збору врожаю черешні. У радянську епоху свято було трохи видозмінене — проводився мітинг, демонструвалися різні сорти черешні. Завершувалося свято виступами учасників художньої самодіяльності, стрибками, змаганнями піснярів і танцюристів.

## Історія

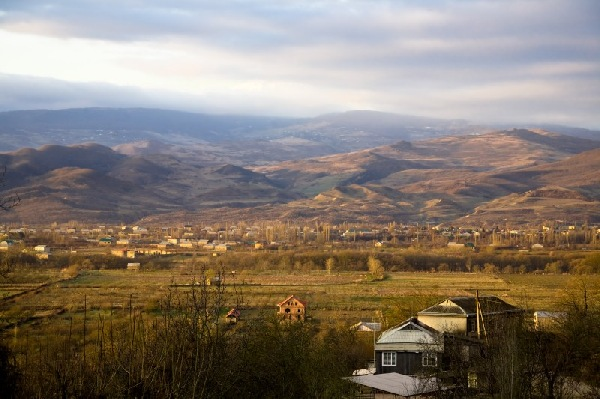
Вид села

Село засноване в першій половині XIX століття. В 1812 році Касумкент був включений до складу новоствореного Кюринського ханства. В 1866 році ханство було формально включено до складу Російської імперії і перетворено в Кюринський округ. В 1897 році в селі проживало 1013 чоловік..